# 納什維爾鎮區 (伊利諾伊州華盛頓縣)
納什維爾鎮區（英語：Nashville Township）是位於美國伊利諾伊州華盛頓縣的一個行政鎮區。

## 地方資料
根據2010年美國人口普查的數據，納什維爾鎮區的面積為90.10平方千米，當中陸地面積為89.90平方千米，而水域面積為0.20平方千米。當地共有人口3516人，而人口密度為每平方千米39.02人。